# Ischnus orbitatorius
Ischnus orbitatorius är en stekelart som först beskrevs av Thomson 1896.  Ischnus orbitatorius ingår i släktet Ischnus och familjen brokparasitsteklar. Inga underarter finns listade i Catalogue of Life.